# هوراس روسی
هوراس روسی (انگلیسی: Orazio Russo؛ زادهٔ ۱۰ ژوئن ۱۹۷۳) بازیکن فوتبال اهل ایتالیا است.
از باشگاه‌هایی که در آن بازی کرده‌است می‌توان به باشگاه فوتبال پروجا، باشگاه فوتبال لچه، باشگاه فوتبال کاتانیا، باشگاه فوتبال پادوا، و باشگاه فوتبال اسپال اشاره کرد.